# Charnay-lès-Mâcon
Charnay-lès-Mâcon este o comună în departamentul Saône-et-Loire, Franța. În 2009 avea o populație de 6.829 de locuitori.

## Evoluția populației
| An        | 1975  | 1982  | 1990  | 1999  | 2006  | 2009  |
| --------- | ----- | ----- | ----- | ----- | ----- | ----- |
| Populație | 5.058 | 5.792 | 6.102 | 6.739 | 6.797 | 6.829 |